# Cintra
Cintra é um município da província de Córdova, na Argentina.